# Apple A16 Bionic
Apple A16 Bionic ist ein Arm-Prozessor mit sechs Kernen des US-amerikanischen Unternehmens Apple. Als System-on-a-Chip (SoC) wird er im iPhone 14 Pro und im iPhone 15 eingesetzt, das Anfang September 2022 vorgestellt wurde. Hergestellt wird er wie schon die Vorgänger bei TSMC.

## Design und Leistung
Der A16 Bionic hat zwei Performance- und vier Stromspar-(Efficiency)-Kerne namens Everest bzw. Sawtooth; sie takten mit ca. 3,5 GHz bzw. 2,1 GHz. Der L2-Cache des Performanceclusters wurde von 12 auf 16 MiB vergrößert, beim Efficiencycluster blieb es bei 4 MiB. Beiden Clustern steht wieder je ein AMX-Coprozessor zur Verfügung. Als GPU verbaut Apple eine Eigenentwicklung mit 5 Kernen (640 ALUs), getaktet mit 1,4 GHz. Der A16 verarbeitet bis zu 17 Billionen Rechenschritte in einer Sekunde (TOPS) und greift dazu auf neuronale Netze (Neural Engine) zurück. Ein neuer Bildsignalprozessor (englisch „image signal processor“ kurz „ISP“) kann nun bis zu 4 TOPS pro Aufnahme verarbeiten. Der allen Einheiten auf dem SoC zur Verfügung stehende System-Level-Cache wurde von 32 auf 24 MiB verringert. Der SoC enthält 16 Milliarden Transistoren, was gegenüber dem A15 eine Erhöhung um eine Milliarde darstellt. Er wird in TSMCs N4-Prozess hergestellt, seine Produktbezeichnung lautet APL1W10.  Beim A16 wird, wie beim Apple M2 für Macs, LPDDR5-6400-Arbeitsspeicher eingesetzt, der pro Bit effizienter ist; es werden immer 6 GiB verbaut. Für den Energieverbrauch wird eine Verbesserung um 20 Prozent genannt.